# Cerros de Alcalá
Los cerros de Alcalá o montes de Valdealcalá, como también han sido conocidos históricamente, son un conjunto de elevaciones y cumbres planas situados al sudeste del río Henares. Marcan el límite entre la Alcarria de Alcalá (de la cual forman parte) y la Campiña de Alcalá, en el término municipal de Alcalá de Henares, en la Comunidad de Madrid, España; y las poblaciones limítrofes por el sur: Anchuelo, Villalbilla, Torres de la Alameda  y Los Santos de la Humosa. Están formados por abruptas cuestas que suben hacia el sur desde la margen del río Henares, y que en algunos puntos llegan a ser cortados verticales; y cumbres planas con pendientes poco destacadas hacia el sur en forma de páramo. En el término complutense alcanzan los 843 m s. n. m.

## Historia

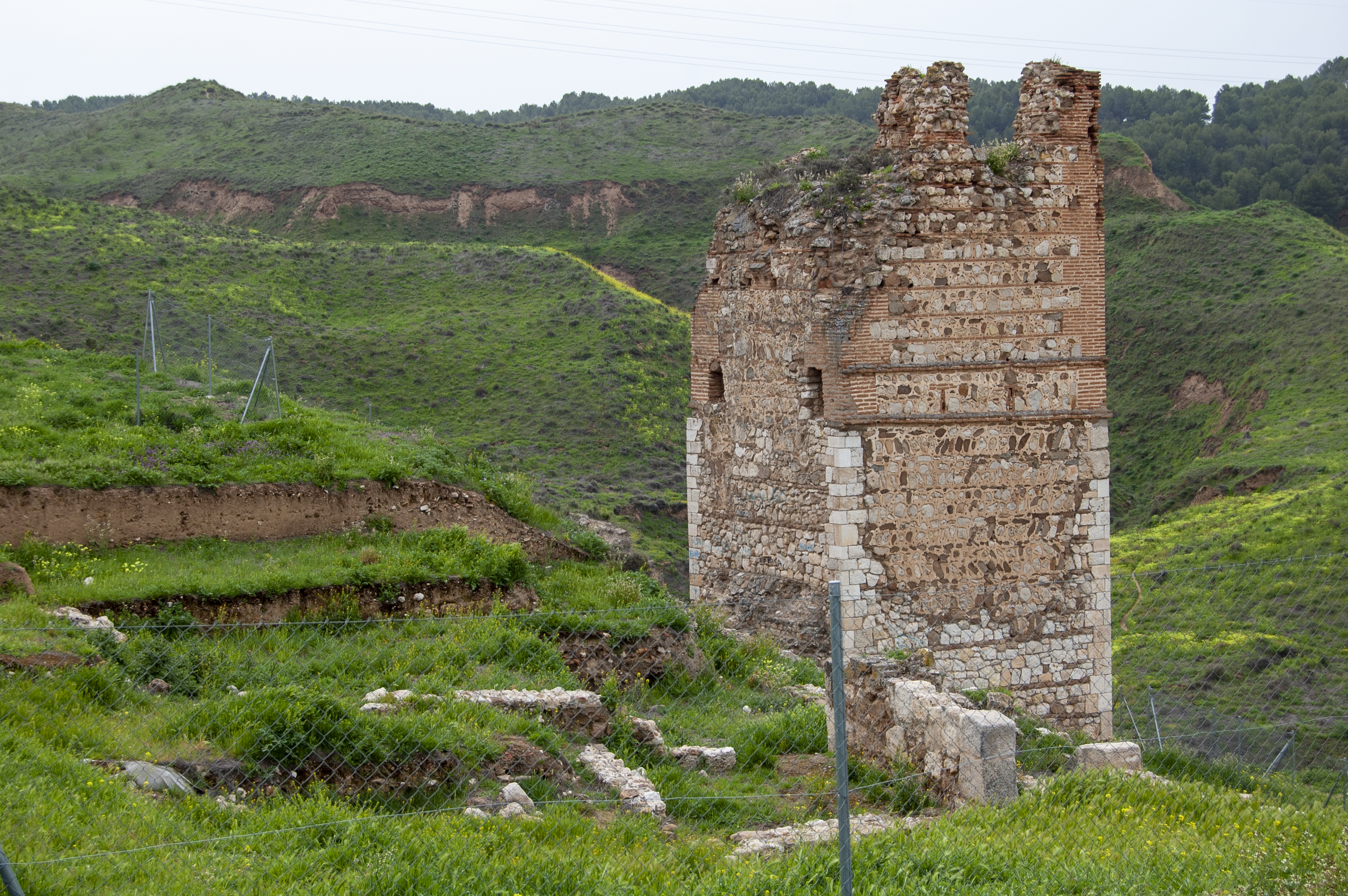
Torre albarrana en el yacimiento Alcalá la Vieja

Los cerros eran lugares de más fácil defensa que las vegas, por ese motivo se ubicaron en ellos el oppidum prerromano y la fortaleza andalusí de Alcalá la Vieja. Sin embargo, en la vega del Henares se localizó la ciudad romana de Complutum y la ciudad alto-medieval que creció a partir del Burgo de Santiuste.
En la cuesta del Zulema, en la zona en la que actualmente está el cementerio jardín, se ubicaba un polvorín militar que explotó el 6 de septiembre de 1947.
En la actualidad el cerro del Viso aloja una instalación militar y antenas repetidoras de telefonía y televisión.
En el año 2000 se declaró Monte de Utilidad Pública a la zona conocida como parque de los cerros de Alcalá de Henares.

## Acceso
Los cerros de Alcalá disponen de dos accesos principales:
- la carretera M-300 (carretera de Pastrana) que en la cuesta del Gurugú dispone de un aparcamiento de tierra frente al Cementerio Jardín.
- y por la carretera del Zulema, que arranca desde el Puente Zulema, en Alcalá de Henares, y es su salida natural hacia la Alcarria.

## Nombres de los cerros

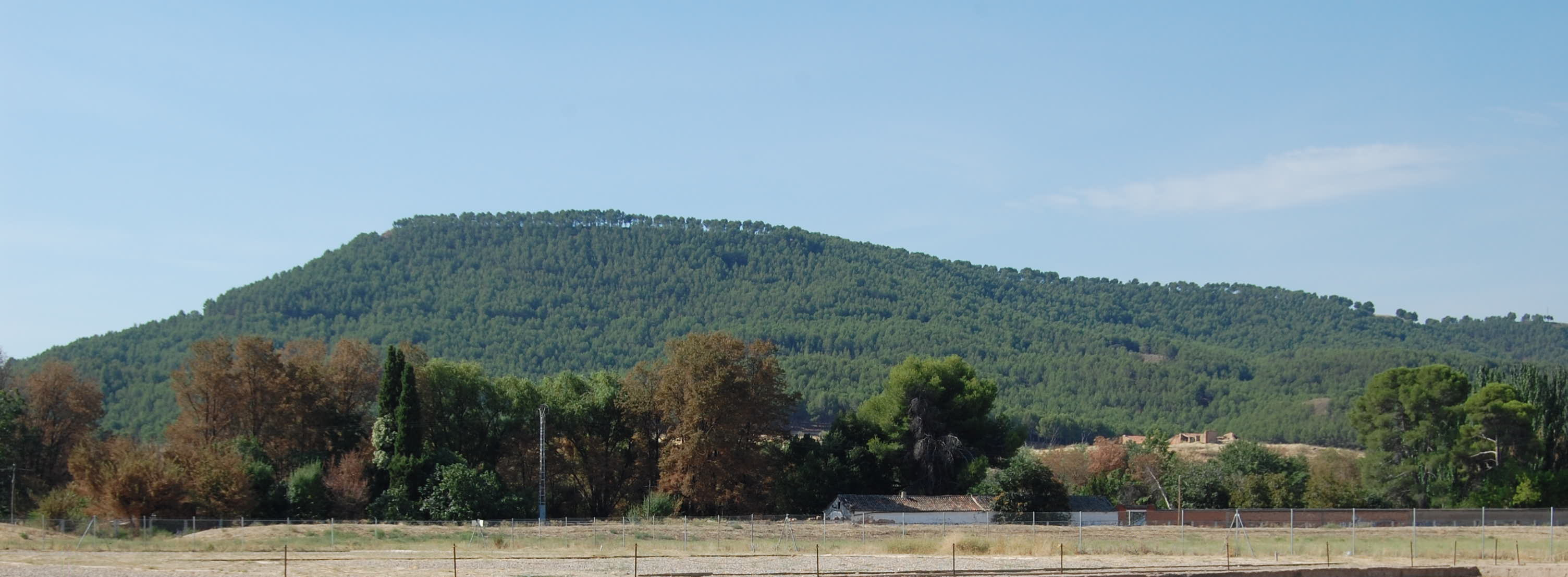
Cerro del Viso

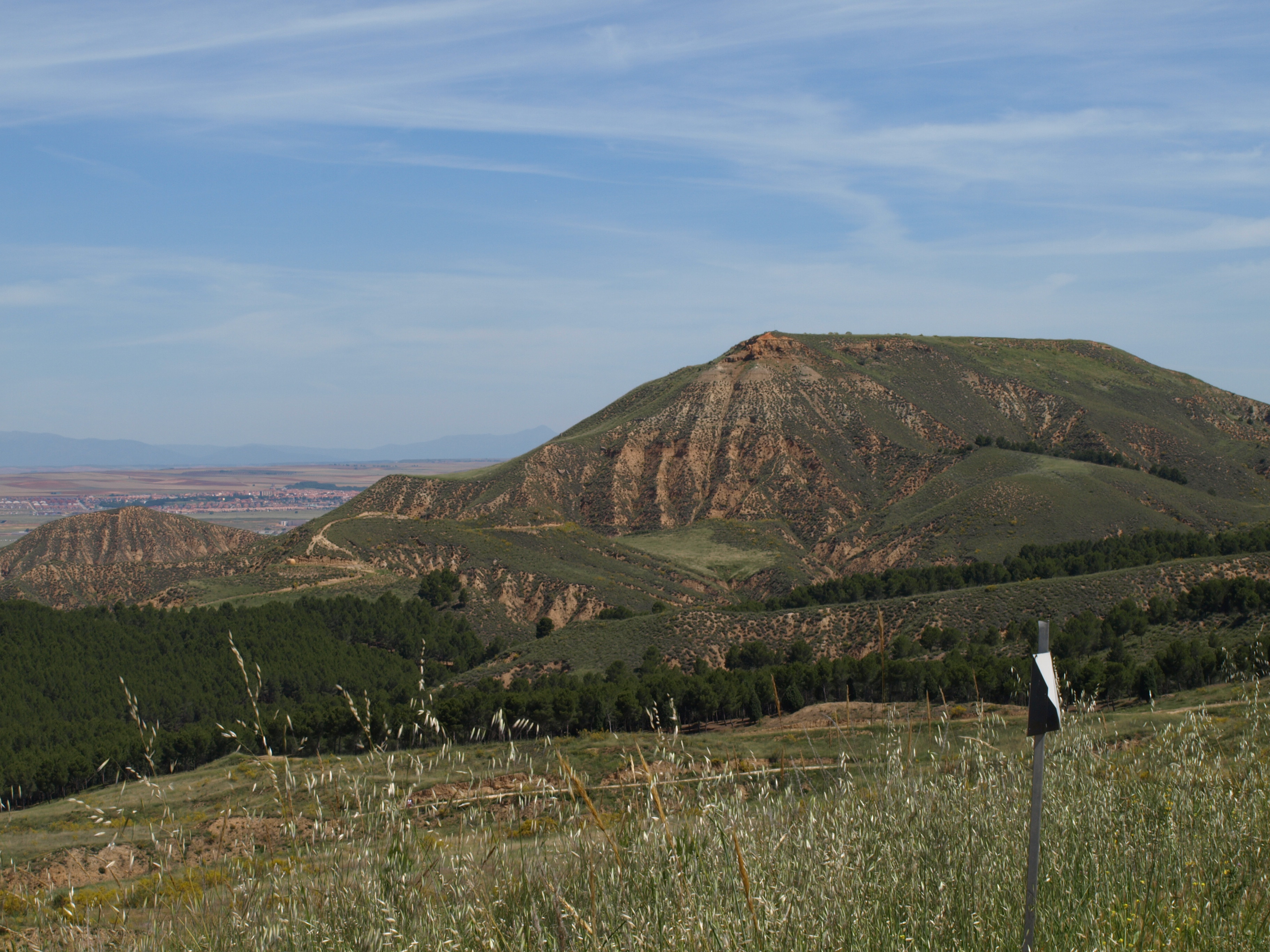
Cerro del Ecce Homo

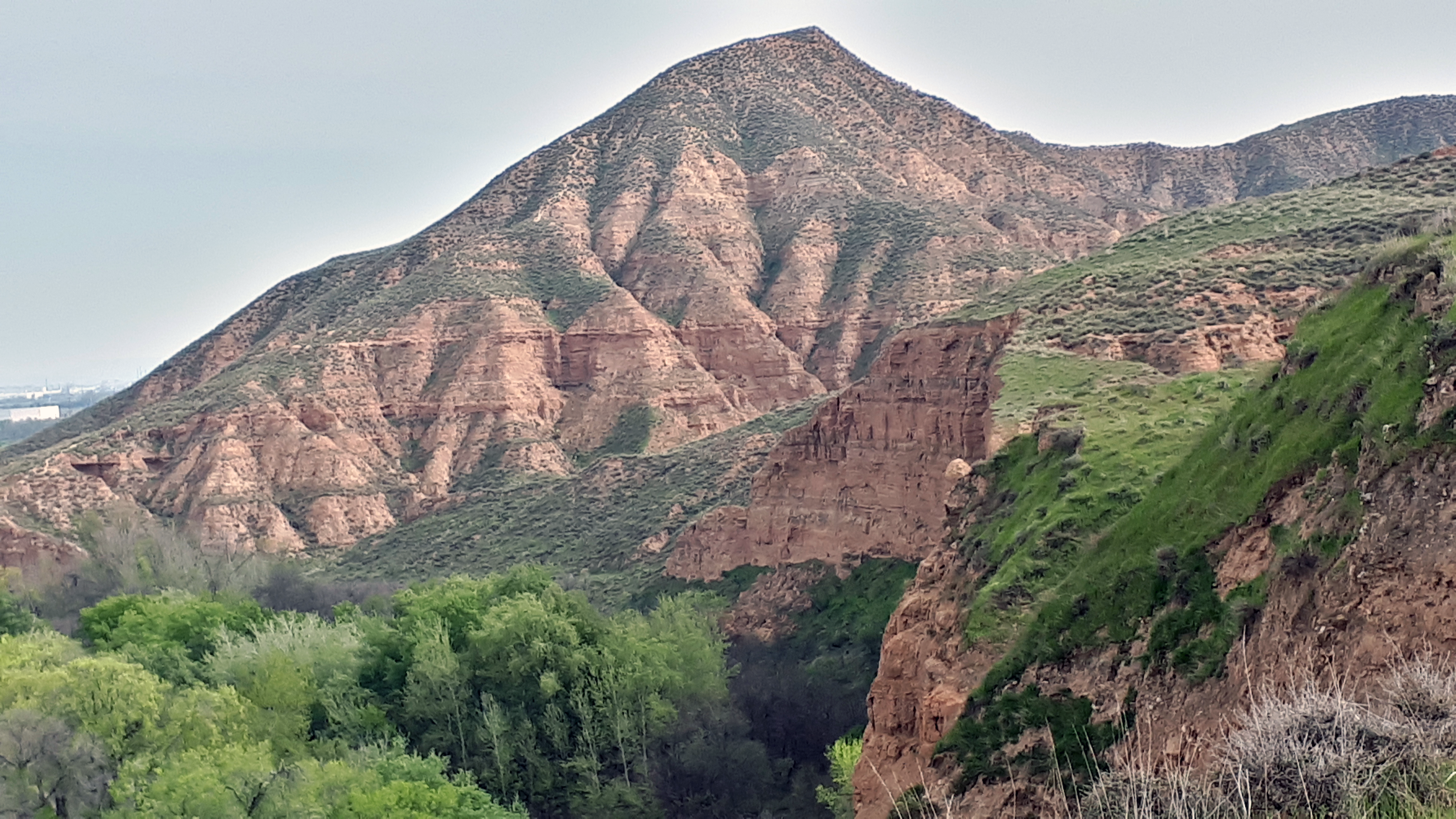
Cerro La Tortuga

Cada una de las elevaciones recibe un nombre propio:
- Cerro del Ecce Homo o de la Vera Cruz, de 835,5 m s. n. m.
- Cerro del Viso de 784 m s. n. m. También llamado Monte Zulema por una leyenda sobre la mesa del Rey Salomón.
- Cerro La Tortuga de 731 m s. n. m.
- Cerro de Las Hondas de 725,55 m s. n. m. Situado en dirección a Villalbilla.
- Monte Gurugú de 711 m s. n. m. Llamado así por el monte africano Gurugú, conocido por una batalla de la guerra de África en la que participó una unidad de caballería que había hecho prácticas en este cerro.
- Cerro Malvecino de 698 m s. n. m. Desde él se realizó el asedio cristiano de 1118 a la fortaleza musulmana.
- Cerro Los Guardias de 643 m s. n. m.
- Salto del Cura. En él se ubica un castro celtibérico.

### Otros topónimos
- La Esgaravita
- Cueva de los Gigantones o del Champiñón
- La Oruga
- Isla del Colegio
- Tabla Pintora
- La Alvega-Cuesta de Los Barrancos
- Los Catalanes

## Geomorfología

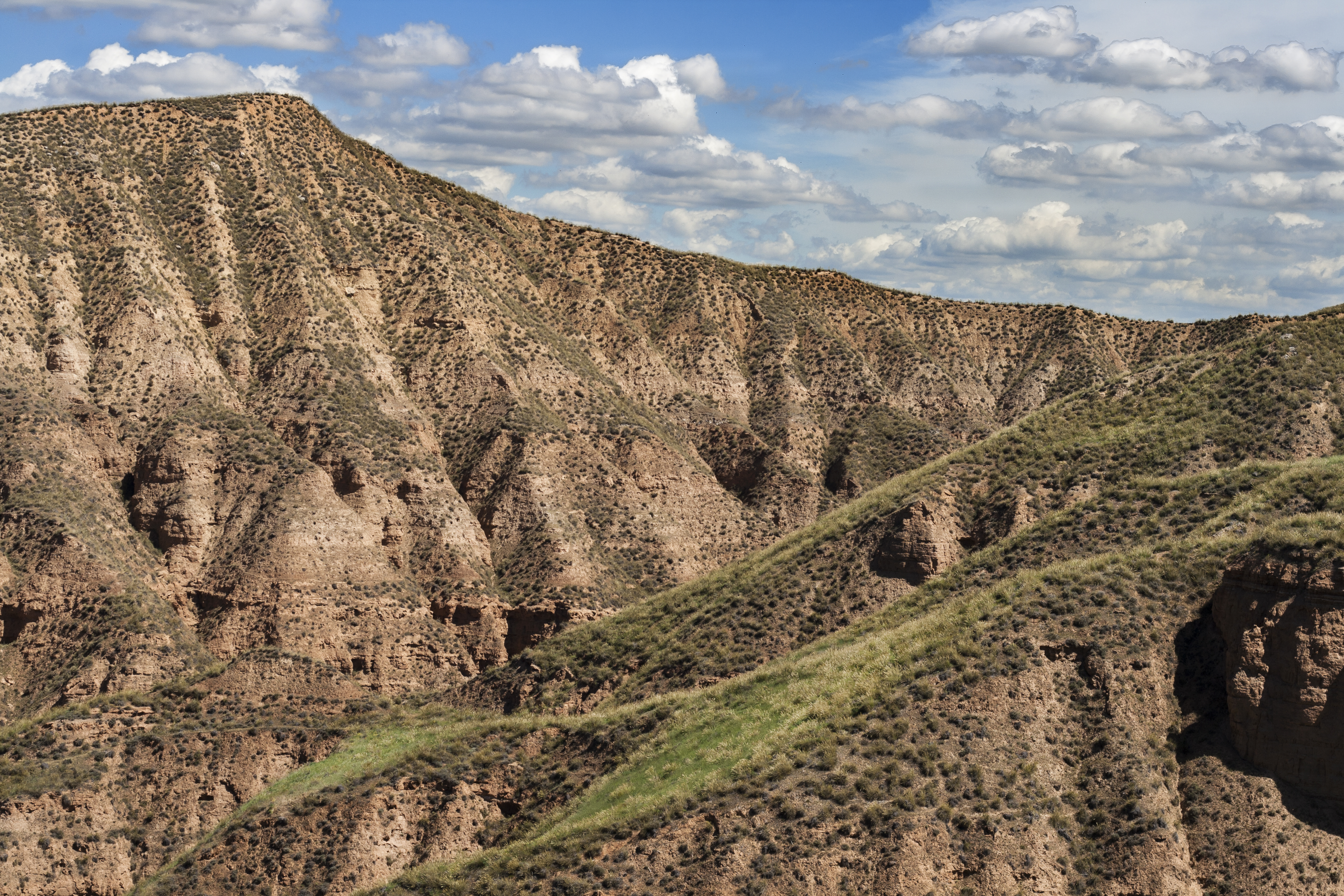
Geomorfología de los cerros

Los cerros de Alcalá constituyen una parte de un corredor abrupto que flanquea por el sur al río Henares desde el alto Henares, en la provincia de Guadalajara, hasta cerca de la desembocadura del río en el Jarama. En este último tramo los cerros que ponen en contacto La Alcarria con La Campiña son apenas perceptibles. El Barranco de la Zarza su eje central, en dirección de este hacia oeste.
Geomorfológicamente, el Ecce-Homo (836 m s. n. m.) y el Viso (784 m s. n. m.) se consideran cerros testigo. Están formados por estratos horizontales. Los estratos superiores están constituidos por rocas calizas del período Pontiense (Mioceno superior), más duras y de un color más claro que las areniscas que forman los estratos inferiores. El río fue excavando terrazas fluviales a lo largo de los periodos glaciares e interglaciares del Cuaternario.

## Paleontología
En los cerros se han encontrado fósiles del Terciario, entre ellos algunos caparazones de tortugas gigantes (Testudo bolivari o Cheirogaster bolivari).

## Fauna y flora

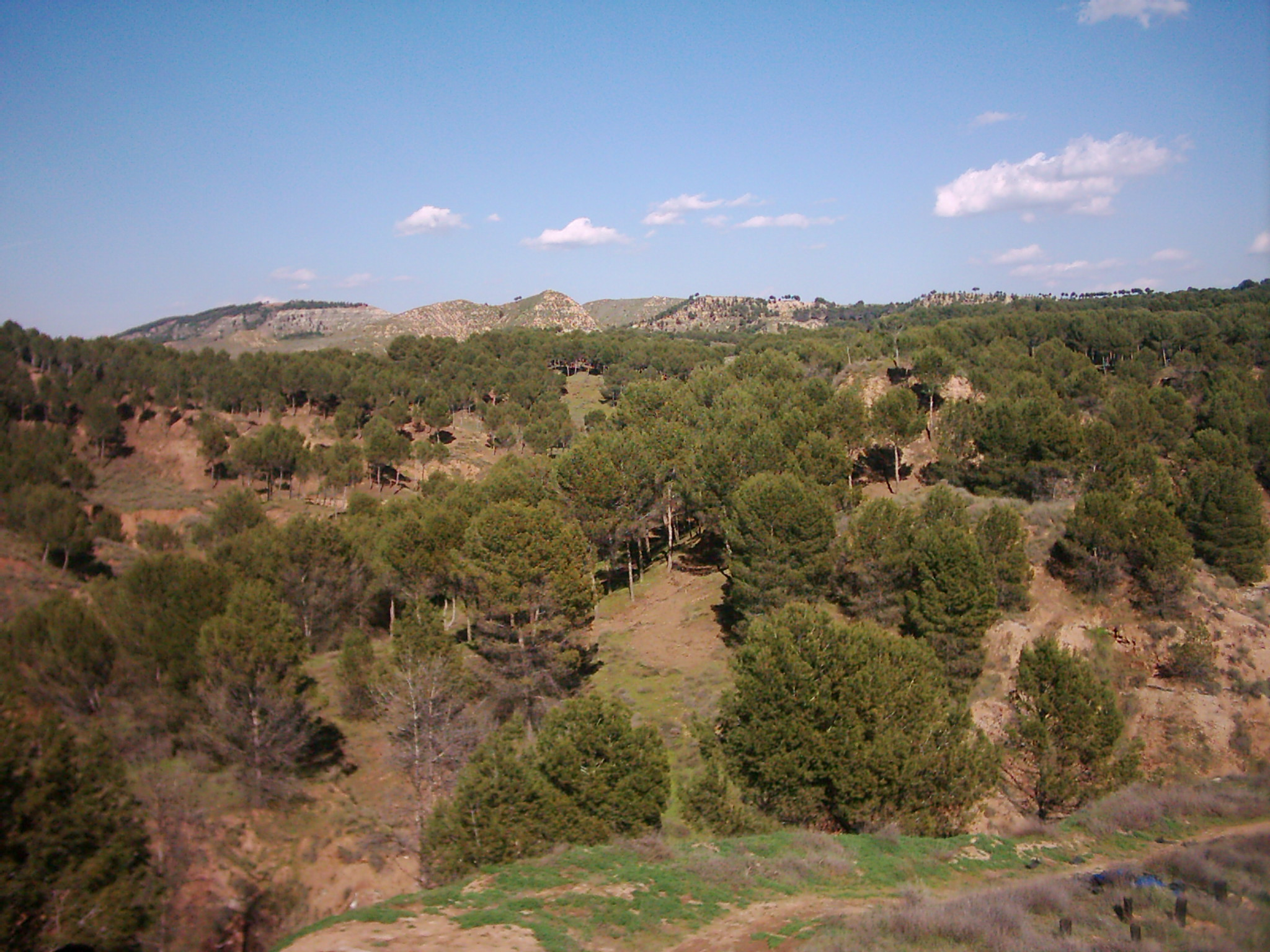
Algunas zonas han sido repobladas de pinos, aunque la mayor parte es matorral mediterráneo

Los cerros presentan seis hábitats bien diferenciados: baldío, coscojar, encinar, monte y ladera, ribera, y vaguadas y cortados.
Aunque sufre una gran deforestación, se ha repoblado con una masa arbolada compuesta por Pinus halepensis, Pinus pinea, Quercus ilex (encina), Quercus coccifera y Amygdalus communis. La mayor parte de su terreno está cubierto de arbustos y hierbas compuestas por romero, retamales, tomillares, espartales, jazmines, aulagas, jarillas y abrótanos hembra. Lo habitan el conejo y la perdiz común, y dominan sus cielos las águilas, los milanos, búhos y lechuzas.

## Cerros de Alcalá de Henares

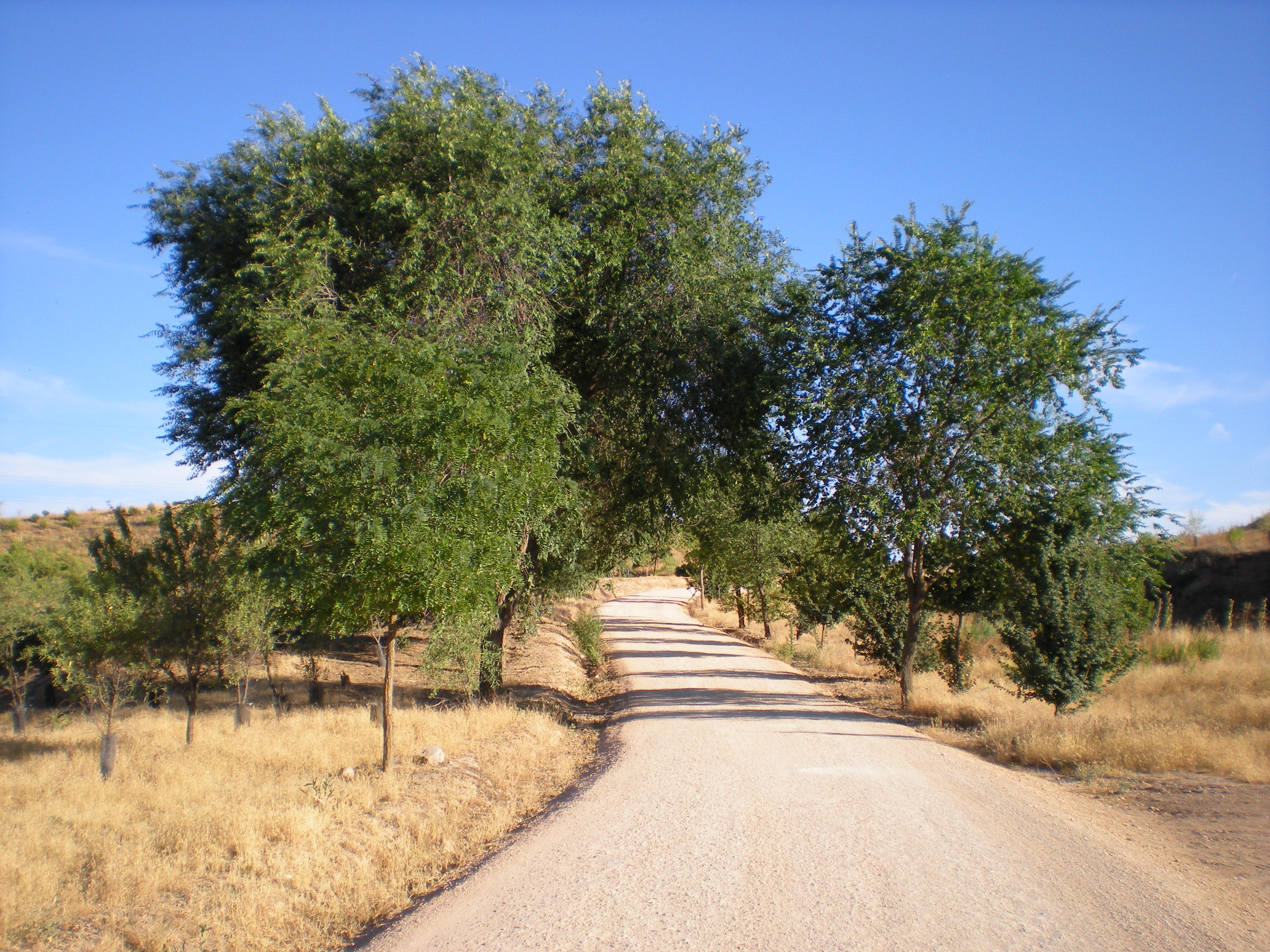
Una de las rutas

La zona conocida como los cerros de Alcalá de Henares fue declarada Monte de Utilidad Pública el año 2000, con el número 180 del catálogo de Montes de Utilidad Pública de la Comunidad de Madrid. Es propiedad del Ayuntamiento de Alcalá de Henares. Sus límites son al norte el río Henares y la finca La Oruga, al este los términos municipales de Anchuelo y Villalbilla, al sur el término municipal de Villalbilla y la carretera M-300, y al oeste el río Henares y una finca particular. Dispone de un aparcamiento en su entrada y, a 500 metros de esta, un Aula de la Naturaleza. Abarca una superficie total de 806,80 ha (el 9,19 % del total de la superficie del término municipal de Alcalá de Henares) con un perímetro de 18.923 m. Enclavada en este monte existe una finca con una superficie de 19 ha, situada en el paraje “Alto del Burro”.
Tiene aprovechamiento maderero y recreativo. En su interior hay dispuestas cuatro rutas para recorrerlas caminando o en bicicleta:
- de los Tarayes o Tamarix, con una distancia de 2,5 km, señalada en color rojo.
- de la Puerta Verde, de 5,2 km, marcada en color verde.
- del Castillo árabe de Alcalá la Vieja, de 8 km, en azul.
- del Ecce-Homo, de 10 km, en amarillo.

## Referencias

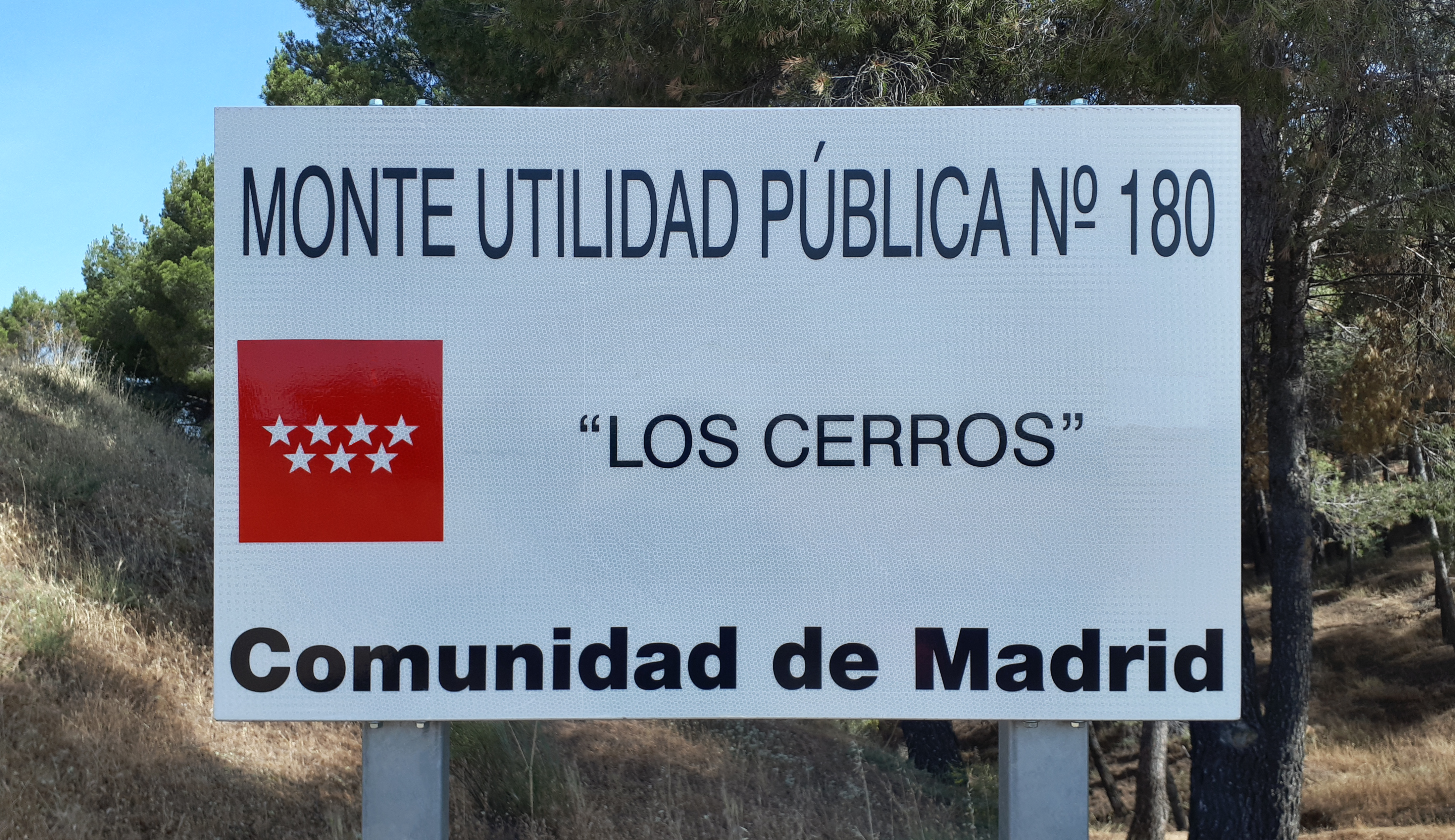
Cartel del MUP nº 180, los cerros de Alcalá de Henares